# Chloroclystis dexiphyma
Mesocolpia dexiphyma là một loài bướm đêm trong họ Geometridae.